# Mohelnice
Mohelnice (niem. Müglitz) – miasto we wschodniej części Czech, w kraju ołomunieckim, w powiecie Šumperk, siedziba gminy z rozszerzonymi uprawnieniami i urzędu gminnego oraz mikroregionu ziemia mogielnicka (czes. Mohelnicko). Znajduje się w Dolinie Mogielnickiej otoczonej górami Wysokiego Jesionika i Pogórza Zabrzeskiego, nad rzeką Mirówką.
Dzięki sprzyjającym okolicznościom osadnictwo na tym terenie istniało już od starożytności. Powstałe w XII wieku miasto było w średniowieczu centrum handlu i oświaty na północnych Morawach. Jego rozwój był przerywany przez zarazy, powodzie i pożary. Kilkakrotnie było także niszczone w czasie wojen (najbardziej podczas wojny o sukcesję austriacką). W XIX i na początku XX wieku pojawiły się w Mohelnicy liczne nowinki techniczne (kolej, telegraf, elektrownia itd.). Jako część Kraju Sudetów miasto było w większości zamieszkiwane przez ludność niemiecką – wysiedloną po 1945 roku.
Dziś Mohelnice są ośrodkiem przemysłowym (Hella Autotechnik, Siemens AG), a także ważnym węzłem komunikacyjnym – krzyżują się drogi krajowe z Jesionika i Hradca Králové z drogą ekspresową do Ołomuńca, a także biegnie linia kolejowa z Ołomuńca do Zabrzegu. Odbywają się tu liczne wydarzenia kulturalne i sportowe sprzyjające ruchowi turystycznemu.
Administracyjnie Mohelnice dzielą się na 8 dzielnic. Według danych z 31 lipca 2009 liczba mieszkańców Mohelnic wynosi 9747 osób, a powierzchnia – 46,21 km².